# Wewelsburg

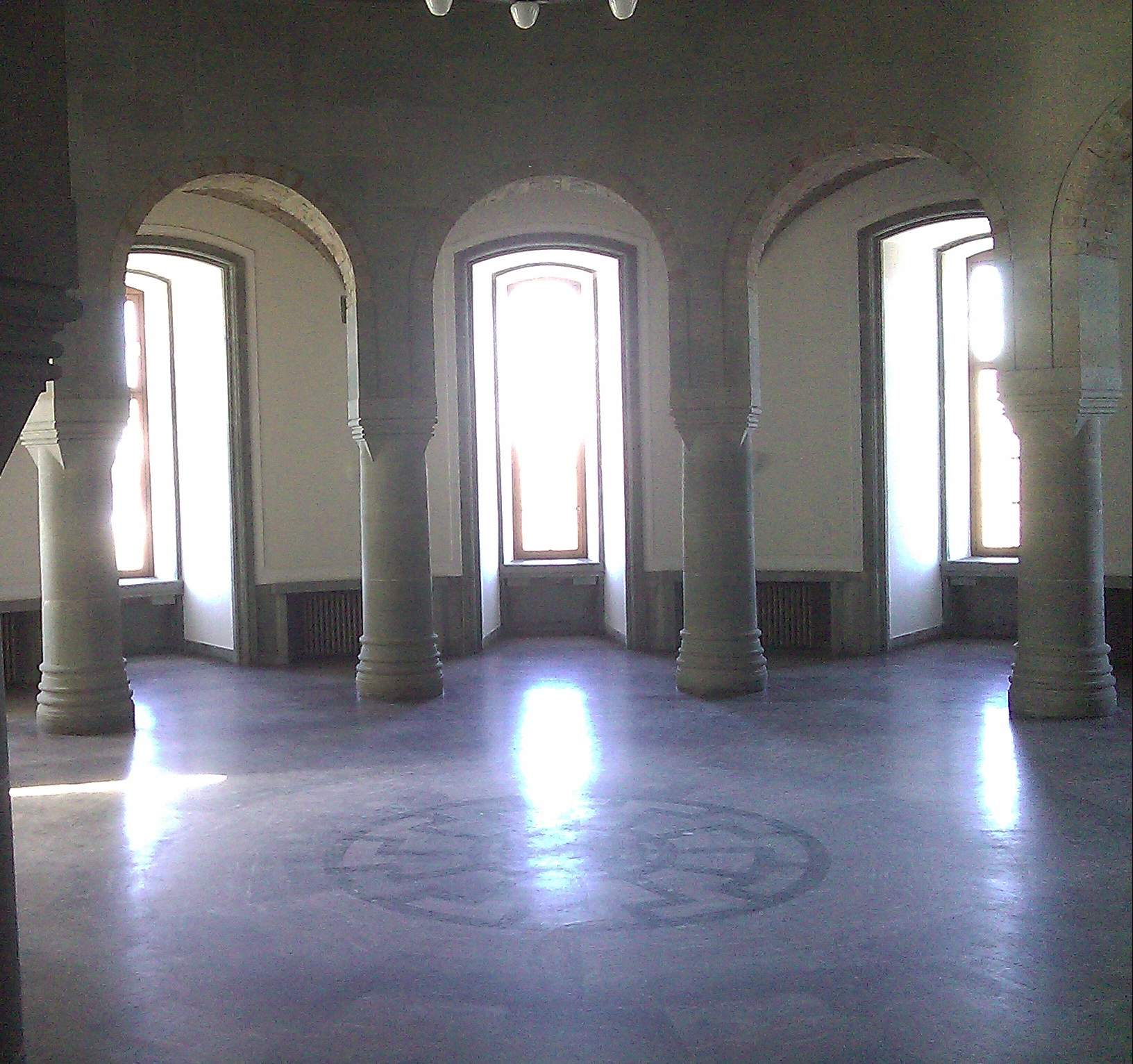
Obergruppenführerzaal

Wewelsburg is een kasteel in de Duitse deelstaat Noordrijn-Westfalen.

## Algemene situering
De driehoekige burcht voorzien van drie hoektorens, gebouwd tussen 1603 en 1609 door de Vorst-bisschop van Paderborn, was bedoeld als een tweede residentie. Tijdens de Dertigjarige Oorlog werd hij grotendeels verwoest. Vervolgens werd hij herbouwd en later weer beschadigd door brand. De gemeente kocht het geheel aan in de jaren twintig van de 20e eeuw.
Tijdens het nazibewind (1933-1945) werd het geheel aangewend als opleidingscentrum en ontmoetingsplaats voor de SS. De plek Wewelsburg staat model voor het door de nazi's uitvinden van historische connecties en linken aan de Duitse geschiedenis met als doel het onderbouwen van de Arische superioriteit. Nazisuperieuren hadden dezelfde plannen met het Kasteel Quedlinburg, waar de Sint-Servaaskerk veranderde in een SS-inwijdingsruimte.
Momenteel is het geheel ingericht als museum en jeugdherberg.

## Gedurende hetnationaalsocialisme(1933-1945)

### Algemeen
In 1934 werd het gebouw door Himmler aangewezen als een centraal religieus oord waarin de heidense Germaanse elementen van het nazisme zouden worden verzameld en verder ontwikkeld. Wewelsburg zou, na een verbouwing van ongeveer 20 jaar, moeten gaan dienen als het nieuwe occulte centrum van de wereld nadat de nazi's de oorlog zouden hebben gewonnen.
De Oostenrijkse occultist en latere SS-militair (vanaf 1936 SS-Brigadeführer) Karl Maria Wiligut wist Himmler in 1933 ervan te overtuigen dat het historische erfgoed in Wewelsburg een belangrijke symbolische waarde had voor de nazi-ideologie. Beiden geloofden dat de burcht was gebouwd in 930 als bolwerk tegen de Hongaren en  Hunnen. In de burcht moesten allerlei christelijke elementen een nieuwe Germaanse invulling krijgen of vervangen worden door mythische elementen. Zo werd het christelijke kruis eerder al vervangen door het hakenkruis.
Wewelsburg zou al een belangrijke functie hebben gehad in de Middeleeuwen toen de Hunnen en de Hongaren werden verslagen. Zo zou Wewelsburg een Germaans bastion worden voor de strijd tussen Europa en Azië. Wewelsburg zou de burcht van de Graal worden. Dit was een verwijzing naar de graal van het laatste avondmaal van Jezus. Jezus gaf toen aan dat zijn bloed zou worden vergoten voor de mensheid. Volgens de nazi-ideologie zou de graal verwijzen naar het menselijk bloed dat vergoten zou worden  voor de Lebensraum van de ariërs. Tevens moest Wewelsburg dienstdoen als verzamelplaats van historisch materiaal uit de Germaanse oergeschiedenis, de periode voordat het Duitse Rijk werd gekerstend.
In 1934 werd het kasteel voor honderd jaar gehuurd door Reichsführer-SS Heinrich Himmler, die het wilde ombouwen tot een Reichsführerschule SS voor toekomstige SS-officieren. Hiermee zou het kasteel een 'Ordensburg' worden, ofwel een burcht van de orde (de SS). De Wewelsburg was ook het hoofdkwartier van de SS. Vanaf 1939 tot 1943 werd het meeste constructiewerk door dwangarbeiders uitgevoerd aangeleverd door de politieke gevangenen van het concentratiekamp Niederhagen, in 1940 in gebruik genomen.
In 1945 gaf Heinrich Himmler opdracht het kasteel op te blazen. Alleen de grote noordelijke toren is hierbij vernietigd.

### Inrichting
In de grote toren, de Nordturm, werd een marmeren mozaïek aangelegd van een Schwarze Sonne of Sonnenrad. Himmler gebruikte deze ruimte, de Obergruppenführersaal geheel volgens de gebruiken van de Ridders van de Ronde Tafel van Koning Arthur, dus met twaalf gasten rondom zijn tafel, en Himmler zelf als dertiende. Deze ruimte werd het centrum voor belangrijke riten en bijeenkomsten. Twaalf leiders met de grootste verdiensten, gunstelingen van Himmler, zaten met hem aan een ronde zware eikenhouten tafel, met verguld hout in ruime varkensleren stoelen met hoge ruggen. Iedere stoel had op de rugleuning een zilveren plaatje met de naam van degene wiens vaste plaats het was. Naast ieder van hen stond een zilveren schaal, waarin hun naam gegraveerd was. Onder de Nordturm, die verder uitgebouwd had moeten worden tot het Mittelpunkt der Welt, ligt de Gruft, een ruimte voor dode SS-officieren.

## Huidige situatie
In 1973 is men begonnen met de restauratie van de Nordturm. In 1977 is besloten om het hele kasteel te restaureren om het als oorlogsmonument te behouden met museum en jeugdherberg.
Tegenwoordig is in het kasteel het Historische Museum des Hochstifts Paderborn gevestigd. In een bijgebouw is een herdenkingscentrum voor de slachtoffers van het nationaalsocialisme ingericht.